# Phaenocarpa amara
Phaenocarpa amara är en stekelart som beskrevs av Fischer 1975. Phaenocarpa amara ingår i släktet Phaenocarpa och familjen bracksteklar. Inga underarter finns listade i Catalogue of Life.